# Dasychira ibele
Dasychira ibele är en fjärilsart som beskrevs av Collenette 1955. Dasychira ibele ingår i släktet Dasychira och familjen tofsspinnare. Inga underarter finns listade i Catalogue of Life.